# Idioma belnəŋ
Belnəŋ (Belnəng, Belneng, Bəlnəng, Belning, Bɨlnɨng) es una lengua del Chádica occidental de Shendam LGA, estado de Plateau, Nigeria, estrechamente relacionada con los angas. Lo hablan unas 500 personas en la única aldea de Langung, que está rodeada por las aldeas Tal en el este y las aldeas Miship en el oeste (Blench 2017). Está documentado en Blench & Bulkaam (2019).